# Tim Held
Tim Held (Macerata, 17 aprile 1998) è un pallavolista italiano, schiacciatore del Padova.

## Biografia
È figlio del pallavolista Henk-Jan Held.

## Carriera

### Club
La carriera di Tim Held inizia nella stagione 2014-15 con il Modena, nella squadra che disputa il campionato di Serie D: la stagione successiva, con lo stesso club, disputa la Serie B2 e in quella 2016-17 la Serie B.
Nell'annata 2017-18 viene ingaggiato dal Tricolore, in Serie A2, per poi passare nella stagione 2018-19 all'AVS di Bolzano, in Serie B: a seguito del ripescaggio della società, partecipa alla Serie A3 2019-2020. È nella stessa divisione anche per il campionato successivo, vestendo la maglia del Pineto.
Nella stagione 2021-22 è nuovamente al Tricolore, in serie cadetta, con cui si aggiudica la Coppa Italia di categoria, mentre in quella 2022-23 si accasa all'Olimpia Bergamo, sempre in Serie A2.
Per il campionato 2023-24 esordisce in Superlega grazie all'acquisto da parte della Sir Safety Perugia, vincendo la Supercoppa italiana, il campionato mondiale per club, la Coppa Italia e lo scudetto. Nell'annata 2024-25 difende i colori della Prisma Taranto, mentre in quella successiva firma per il Padova, sempre in Superlega.

### Nazionale
Esordisce nella nazionale italiana nel 2023, anno in cui partecipa ai XXXI Giochi mondiali universitari, conquistando la medaglia d'oro.

## Palmarès

### Club
- Campionato italiano: 1

2023-24
- Coppa Italia: 1

2023-24
- Supercoppa italiana: 1

2023
- Coppa Italia di Serie A2: 1

2021-22
- Campionato mondiale per club: 1

2023

### Nazionale (competizioni minori)
- Giochi mondiali universitari estivi 2023